# تيرينس روميو
تيرينس روميو (16 مارس 1992 بإيموس في الفلبين - ) هو لاعب كرة سلة فلبيني في مركز مدافع مسدد الهدف. لعب مع NorthPort Batang Pier ‏.

## وصلات خارجية
- تيرينس روميو على موقع الاتحاد الدولي لكرة السلة (الإنجليزية)
- تيرينس روميو على موقع كرة السلة الأوروبية.كوم (الإنجليزية)
- تيرينس روميو على موقع ريلجم (الإنجليزية)
- تيرينس روميو على موقع بروبوليرز (الإنجليزية)